# Hippocampus colemani
Hippocampus colemani és una espècie de peix de la família dels singnàtids i de l'ordre dels singnatiformes.

## Distribució geogràfica
Es troba a l'Illa de Lord Howe.